# عوارض الکترونیک (اندونزی)

یک کارت e-toll استاندارد

عوارض الکترونیک یا ای-تول (به لاتین:e-toll) یا کارت مندیری ای-تول یک کارت هوشمند بدون تماس است که در اندونزی برای پرداخت عوارض جاده‌ای استفاده می‌شود. کارت‌ها توسط بانک مندیری و با همکاری سه اپراتور تلفن (PT JasaPT Jasa Marga Tbk, PT Citra Marga Nusaphala Persada Tbk و PT Marga Mandala Sakti) صادر می‌شوند. این کارت از سامانه RFID بهره‌گیری می‌کند.
این کارت می‌تواند برای پرداخت عوارض و هزینهٔ تقریباً همه جاده‌های سوماترا، جاوه و بالی مورد استفاده قرار گیرد.